# جوبدو
جوبدو (عربی: جوبدو) یک نام تجاری اردنی است که هماهنگ با متد زندگی، مد و لوازم جانبی خیابانی را تولید و به فروش می‌رساند که فرهنگ عرب را با فرهنگ عامه جهانی ترکیب می‌کند. این شرکت به عنوان یک شرکت نوپا در سال ۲۰۰۷ بنا نهاده شده‌است. این کمپانی از طریق سرمایه‌گذاری جمعی که رکوردی را تغییر داد رشد خود را شروع کرد. جوبدو به مرکز جنبش نوآورانه تبدیل شد که هنرمندان، نویسندگان و نوازندگان را، به ویژه هنرمندان خیابان امان را گردهم آورد. این شرکت تجاری موسیقی راک و جایگزین و صنعت فیلم اردن را حمایت و ترویج می‌دهد.

## تاریخ
جوبدو در سال ۲۰۰۷ توسط تامر المصری و میشیل مقدح تأسیس شد و تصمیم گرفت تا شرکت تجاری الهام گرفته از فرهنگ پاپ عربی را آغاز کند. آنها ۶ طرح را در ۶۰۰ تی شرت چاپ کردند و در بازار گارا، خیابان بازار مردمی در یکی از قدیمی‌ترین محله‌های امان، فروش خود را آغاز کردند. آنها با تنها ۴۰۰۰ دلار شروع کردند، پول خود را از یک دوست دریافت کردند. مصری و مقدح در سال ۲۰۰۸ با نام تجاری واضح‌تر ۴٬۰۰۰ تی شرت را به فروش رساندند. آنها اولین فروشگاه را در سال ۲۰۰۹ و دومین را در سال ۲۰۱۲ افتتاح کردند. در سال ۲۰۱۱، این شرکت وب سایت خود را تأسیس کرد.

## تولیدات
جوبدو طراحان عربی را در محصولات مختلف از جمله تی شرت، پیراهن، پوستر و سایر لوازم جانبی به ارمغان می‌آورد تا یک شرکت تجاری پایدار که فرهنگ عرب را در بر می‌گیرد، ایجاد کند. نام " جوبدو " به عشایر اردن، به عنوان "استادان در مواجهه با سختی‌هاً و "آنها که به‌طور طبیعی بازرگانان هستند" اشاره دارد. برای جلب توجه به بازار جهانی، طرح‌های عربی با آیکون‌های جهانی سینما، تلویزیون و فرهنگ پاپ ترکیب می‌شوند.

## فعالیت‌های دیگر
جوبدو به مرکز حرکتی نوآورانه هنرمندان، نویسندگان، نقاشان و نوازندگان تبدیل شده‌است. این نقش مهمی در توسعه هنر خیابانی جدید در عمان ایفا کرده‌است.
در سال ۲۰۱۰، جودو با ساخت آلبومهای موسیقی، حمایت از نوازندگان، چاپ محصولات آنها و فروش موزیک آنها در زمینه موسیقی جایگزین در منطقه هم شرکت کرد. جوبدو «فروشگاه فیلم جوبدو» را در سال ۲۰۱۶ یک فروشگاه موقتی با همکاری کمیته سلطنتی فیلم در امان در ۲۰۱۶ تأسیس کرد. بیست درصد از کل فروش در فروشگاه فیلم برای حمایت از فیلمهای اردنی هزینه شد. جوبدو همچنین یک شریک در فستیوال سینمایی بین‌المللی دبی بود.